# パイオニア・ジャパン・レコード
パイオニア・ジャパン・レコード（Pioneer Japan Records)は、作曲家　遠藤実と その有志一同により1990年に設立。
現在では演歌（歌謡曲を含む）或はJ-POP等々、レーベルを事業部制とし、ニーズの多様化に対処している。

## 関連アーティスト（抜粋）
- 三根信宏
- 冬樹かずみ
- RUMIKO
- 艶燕
- ナムラ恵